# Hesionides pettiboneae
Hesionides pettiboneae är en ringmaskart som beskrevs av Westheide 1987. Hesionides pettiboneae ingår i släktet Hesionides och familjen Hesionidae. Inga underarter finns listade i Catalogue of Life.